# Politeísmo

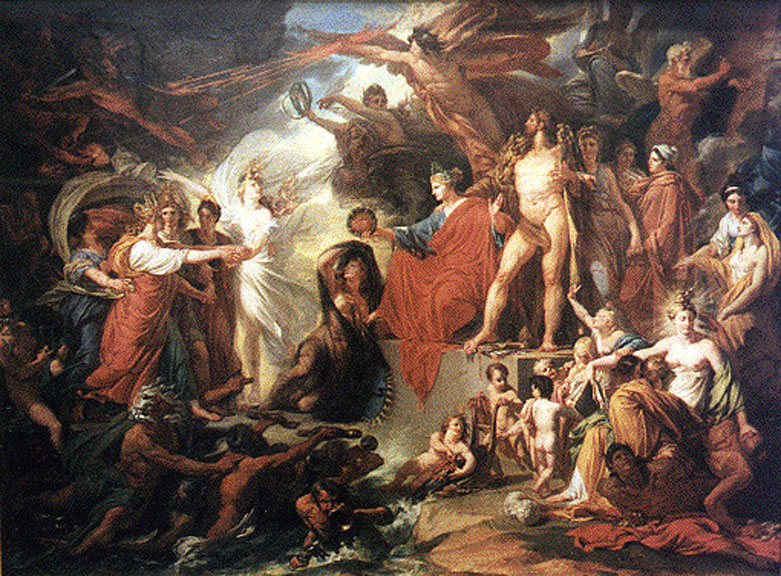
Dioses grecolatinos.

El politeísmo es una concepción religiosa o filosófica basada en la existencia de varios seres divinos o dioses. En la mayoría de las religiones que aceptan el politeísmo, los diferentes dioses son representaciones de fuerzas de la naturaleza o principios ancestrales, y pueden verse como autónomas o como aspectos o emanaciones de una deidad creadora o principio absoluto trascendental (teologías monistas), que se manifiesta de manera inmanente en la naturaleza (teologías panteístas y panenteístas). Muchas deidades politeístas, a excepción de las deidades egipcias o hindúes, son concebidas en un plano corpóreo más que etéreo.
El politeísmo es un tipo de teísmo. Dentro del teísmo, contrasta con el monoteísmo —la creencia en un Dios singular, en la mayoría de los casos trascendente—. Los politeístas no siempre adoran a todos los dioses por igual, ya que pueden ser henoteístas, que se especializan en la adoración de una deidad en particular. Otros politeístas pueden ser katenoteístas, adorando a diferentes deidades en diferentes momentos.
A decir de David Hume, el politeísmo fue la primera religión de los seres humanos. En verdad fue una forma típica de religión durante la Edad del Bronce y la Edad del Hierro hasta la Era Axial y el desarrollo de las religiones abrahámicas, la última de las cuales propugnaba el monoteísmo. Está bien documentado en las religiones históricas de la antigüedad clásica, especialmente la antigua religión griega y la antigua religión romana, y después de la decadencia del politeísmo grecorromano en religiones tribales como el paganismo germánico, el paganismo eslavo y la mitología báltica. 
Otros ejemplos históricos son las antiguas religiones egipcia, griega, romana, celta o nórdica, en la zona europea y norteafricana, como tampoco hay que olvidar las religiones amerindias, como la inca, la maya o la mexica, por mencionar algunas precolombinas. 
Pero no debe considerarse tanto una creencia del pasado sino de total presente y actualidad: las religiones politeístas más importantes existentes hoy en día son la religión tradicional china, el hinduismo, el sintoísmo japonés, la santería y varias religiones neopaganas.

## Origen del término
La palabra «politeísmo» proviene del griego poli ‘muchos’, y theos ‘dios’; es decir, ‘muchos dioses’. Fue el escritor judaico Filón de Alejandría quien utilizó el vocablo por vez primera argumentando con los griegos. Tras la expansión del cristianismo en torno al Mediterráneo y por parte de Europa, se pasó a utilizar más la palabra pagano, gentil o la más peyorativa de idólatra para referirse a los no cristianos. Sería Juan Bodino en el siglo XVI quien recuperaría el término.

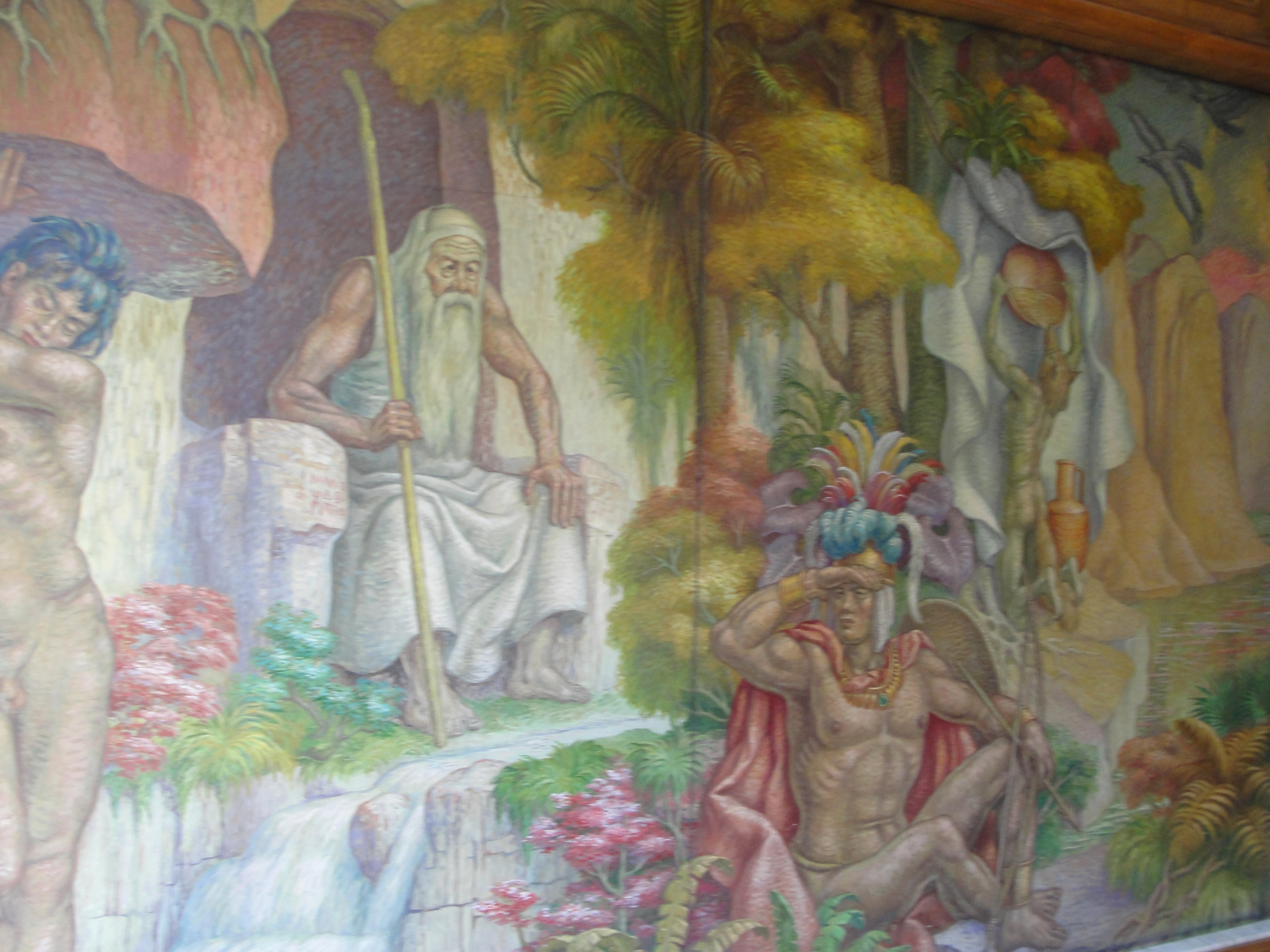
Dioses chichas

## Aspectos del politeísmo

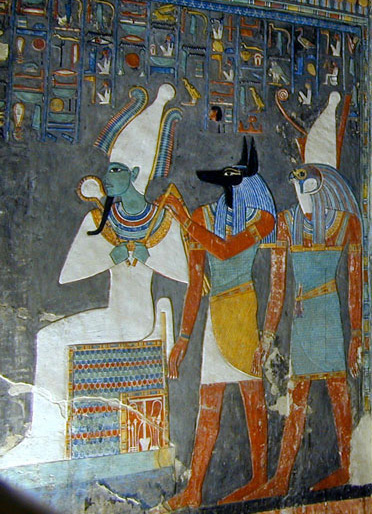
Detalle del friso de la tumba del faraón Horemheb, que muestra a los dioses Osiris, Anubis y Horus.

El politeísmo es un tipo de teísmo. Dentro del teísmo, contrasta con el monoteísmo, cuya creencia en un Dios singular, en la mayoría de los casos trascendente. Los politeístas no siempre adoran a todos los dioses de igual modo, ya que pueden ser henoteístas, los cuales se especializan en la adoración de una deidad particular. Otros politeístas pueden ser katenoteístas, los cuales adoran a diferentes deidades en diferentes momentos.
El sistema engloba la personificación de elementos naturales, sentimientos y actividades humanas, normalmente organizados en una jerarquía o panteón. No se trata de diferente nomenclaturas para una sola deidad, sino de diversos dioses con características individuales claramente identificables. En el politeísmo cada deidad puede ser honrada e invocada de manera individual, dependiendo de los aspectos que le definen.
En las sociedades politeístas no suele existir una teología propiamente dicha, aunque suele coexistir con sistemas filosóficos y éticos bastante complejos. Cada fuerza sobrenatural o acontecimiento trascendental (como el rayo, la muerte o el embarazo) atiende a unos mecanismos establecidos, que conforman un complejo orden cósmico muy jerarquizado, descrito mediante mitos, leyendas y obras sagradas. En el politeísmo, debido a un entramado muy consolidado de transmisión, oral o escrita, el conocimiento es acumulativo, es decir, es ampliado por la especulación de los individuos dedicados a ello (chamanes, brujos, sacerdotes, poetas), o bien por contacto intercultural.
Se suele señalar que el politeísmo corresponde, a menudo, a sociedades igualmente jerarquizadas, con una fuerte estratificación en clases sociales. Ejemplos habituales se darían en el Antiguo Egipto, Mesopotamia, en la cultura clásica griega y romana o en el hinduismo. Algunas creencias politeístas sitúan además la preeminencia de un dios sobre el resto del panteón (culto conocido como henoteísmo), lo que hizo creer a los antropólogos que este sería el paso natural hacia el monoteísmo.
El politeísmo está considerado por algunos antropólogos como el paso siguiente al animismo, una forma más avanzada de religiosidad (propia de un cierto nivel de civilización), en la que las fuerzas de la naturaleza son discriminadas, separadas y seleccionadas, y, finalmente, representadas por una serie de dioses antropomórficos.

## Politeísmo durante la antigüedad

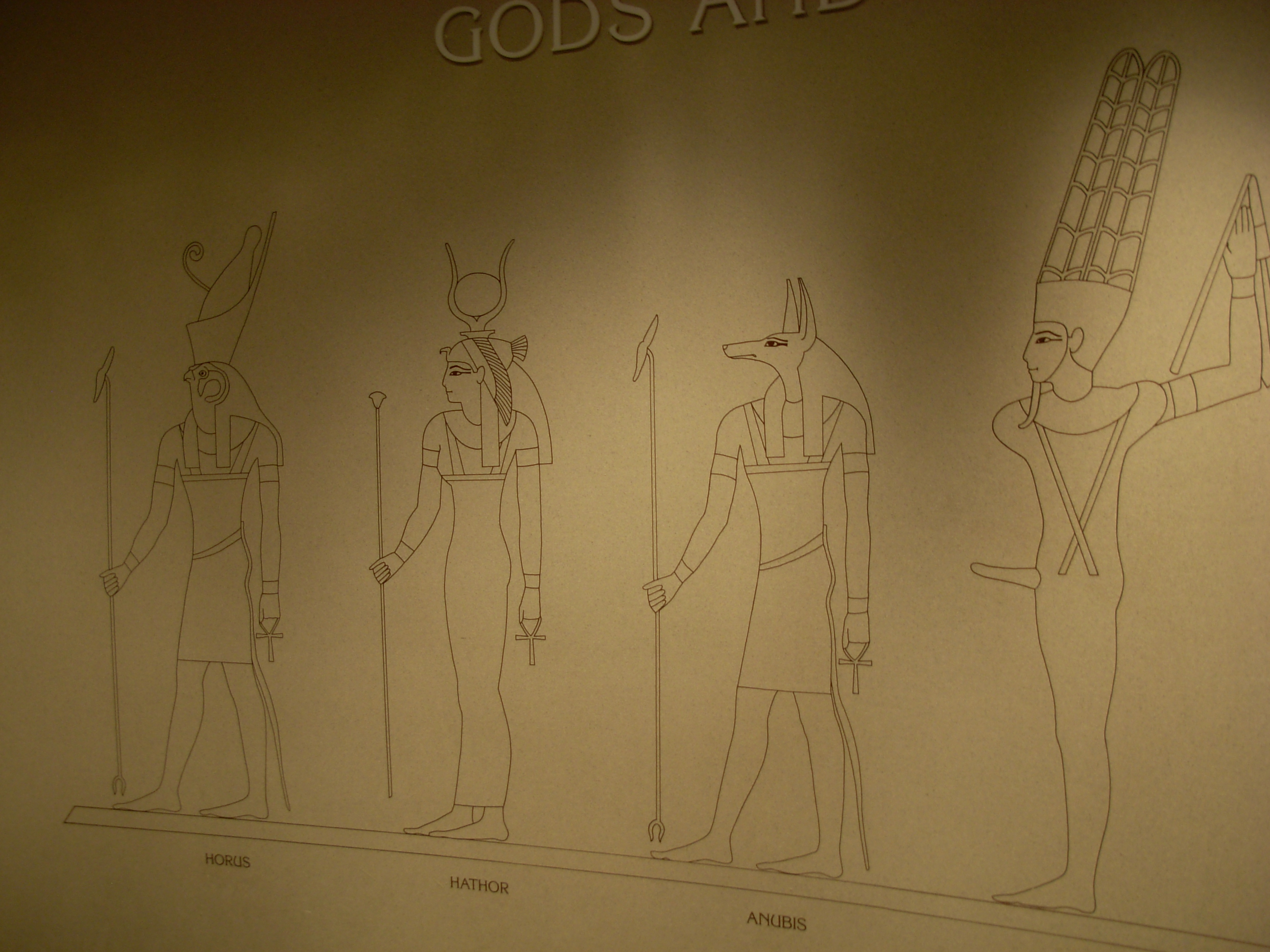
Dioses del panteón egipcio

A lo largo de la historia, algunos ejemplos destacados de politeísmo los encontramos en la cultura sumeria, la egipcia, en la mitología de los Aesir y los Vanir –los dos panteones de la mitología nórdica, superior y menor respectivamente–, la Orishas de los iorubes, los dioses de los aztecas y otros muchos. Hoy en día la mayoría de las religiones del pasado son politeístas y se interpretan en relación en la mitología, incluso si las historias sobre los dioses que han desarrollado estas culturas forman parte de cultos y de prácticas religiosas. Las excepciones son pocas; entre ellas se encuentran la religión abrahámica y, posiblemente, el atonismo promulgado aproximadamente hacia el año 1350 aC por Akenatón en el Egipto Antiguo.
En muchas civilizaciones, el panteón de divinidades tendía a crecer con el paso del tiempo. Las deidades particulares, que eran adoradas originalmente en algunos lugares y zonas específicas, se integraron en el culto religioso de otras ciudades y territorios después de los enfrentamientos entre los pueblos, de los conflictos periódicos entre dos poderes territoriales. Un ejemplo de este tipo de cambios se puede observar en la evolución alrededor de las divinidades llamadas genius loci, que eran los espíritus locales.
El antropomorfismo es otro rasgo muy característico del politeísmo y hace referencia a las emociones, motivaciones y conductas que son similares a las del hombre. Así, los dioses del politeísmo son a menudo retratados como personajes complejos de más o menos estatus, con las habilidades, necesidades, deseos e historias, en muchos aspectos similares a las presentes en los seres humanos, pero con poderes individuales adicionales, habilidades, conocimiento o percepción sobrehumanas. Se ha sugerido que este fenómeno está en el origen de la divinización de determinadas formas de autoridad, como es el caso de los faraones del Antiguo Egipto, los emperadores de las antiguas Roma y China, para citar algunas de las grandes civilizaciones. El politeísmo es independiente del estadio cultural y es presente tanto en las sociedades más primitivas como en civilizaciones sofisticadas como por ejemplo la babilónica, la sumeria, la china, maya, azteca, inca, la grecorromana o la egipcia, y es un elemento conspicuo de religiones muy extendidas como por ejemplo el taoísmo, el sintoísmo o el hinduismo.

## Dioses y divinidades
Los politeístas radicales creen que los dioses son seres diferentes e independientes, pero también pueden creer en un principio unificador, como es el caso de los platónicos. Los politeístas moderados respetan la multiplicidad de dioses, pero lo llegan a considerar como una multiplicidad de una unidad divina superior, no un Dios personal como en las religiones monoteístas, sino más bien una múltiple realidad divina. De hecho, este monismo se extiende y en una cierta manera se acerca al monoteísmo, pero sin forma y sin los atributos que lo constituyen. El ejemplo más característico sería lo del Braman, con corrientes hinduistas cómo el Vedanta y el Yoga, y representa un concepto filosófico y espiritual que hace referencia al principio originario del Universo. Incluso algunas modernas corrientes neopaganas siguen este modelo.
El politeísmo no puede ser limpiamente separado de las creencias animistas que prevalecen en la mayoría de las religiones populares. Los dioses del politeísmo son, en muchos casos, el más alto nivel de un continuo de seres sobrenaturales o espíritus, que puede incluir antepasados, demonios, espectros y otros seres mágicos o mistéricos. En algunos casos estos espíritus se dividen en celestiales o ctónicos (del Inframundo), y la creencia en la existencia de todos estos seres no implica que todos sean venerados por igual.
Aunque muchas formas del budismo incluyen la veneración a los bodhisattva, estos no son vistos como entidades divinas. Por el contrario, los bodhisattva se consideran unos seres humanos que han logrado un mayor nivel de iluminación, y uno de los principios del budismo es que, en el curso de muchas vidas, cualquier ser humano puede llegar a un nivel similar.
Que una persona puede creer en varios dioses no quiere decir necesariamente que todos ellos tienen que ser adorados. Muchos politeístas creen en la existencia de más de un dios, pero sólo  adoran uno o algunos de ellos. Max Müller habla de una tendencia al culto dirigida a un ser o principio, reconocido como tal, pero que tiene muchas manifestaciones; este tipo de teísmo se denominó henoteismo. Algunas personas ven la henoteismo como una forma de monoteísmo, y otros, como monismo; también algunos historiadores han afirmado que las religiones monoteístas se han originado de la henoteismo. Desde la perspectiva de los cristianos, los judíos y los musulmanes actuales, pero, el henoteismo se considera como un equivalente del politeísmo y una concepción alejada de su sistema religioso.

## Tipos de deidades
Algunos tipos de deidades que a menudo se encuentran en el politeísmo pueden incluir:
- Deidad creadora
- Héroe cultural
- Deidad de la muerte (ctónico)
- Deidad de la vida-muerte-renacimiento
- Diosa del amor
- Diosa madre
- Deidad política (como un rey o emperador)
- Deidad del cielo (celestial)
- Deidad solar
- Deidad Entabanadora
- Deidad del agua
- Dioses de la música, las artes, la ciencia, la agricultura u otras actividades.

## Diferencias entre monoteísmo y politeísmo
La fe, el creer, es la base del monoteísmo; las creencias y la fe son conceptos ajenos al politeísmo. Las religiones politeístas no plantean el problema de los orígenes y la creación; en la mayoría de ellas el mundo es eterno, o al menos encuentra su origen en un caos primordial, por la intervención o no de los dioses.
Frente a la diversidad y la multiplicidad del mundo, ciertas formas del politeísmo consideran la multiplicidad de creaciones y orígenes, que se producen por la transformación del existente. Por lo tanto, no existe en consecuencia, en las religiones paganas, un mito de la creación que los fieles tienen que aceptar de manera dogmática, aunque pueda haber una historia predominante, como por ejemplo, la Teogonía de Hesíodo.
Cada religión pagana tiene su propio panteón, que aunque es relativamente estable, admite algunos cambios: puede desarrollarse y nuevos dioses pueden incorporarse, por importación de otros cultos o por el nacimiento de nuevos cultos locales. Aun así, si un nuevo dios se incorpora y tiene unas características muy similares a uno que ya preexiste, se unifica generalmente en una sola figura que generalmente trae el nombre de la deidad tradicional.
El culto está basado en la veneración de los dioses, de los cuales uno o un pequeño grupo  destacan como más importantes, con objeto de asumir las características de la principal deidad. En el supuesto de que el culto a los dioses menos importantes desaparezca y solo permanezca activa la veneración hacia un dios principal, entonces se habla de henoteísmo.

## Mitología y religión
En la época clásica, Salustio (siglo IV d. C.) categorizó la mitología en cinco tipos:
1. Teológica
2. Física
3. Psicológica
4. Material
5. Mezclada

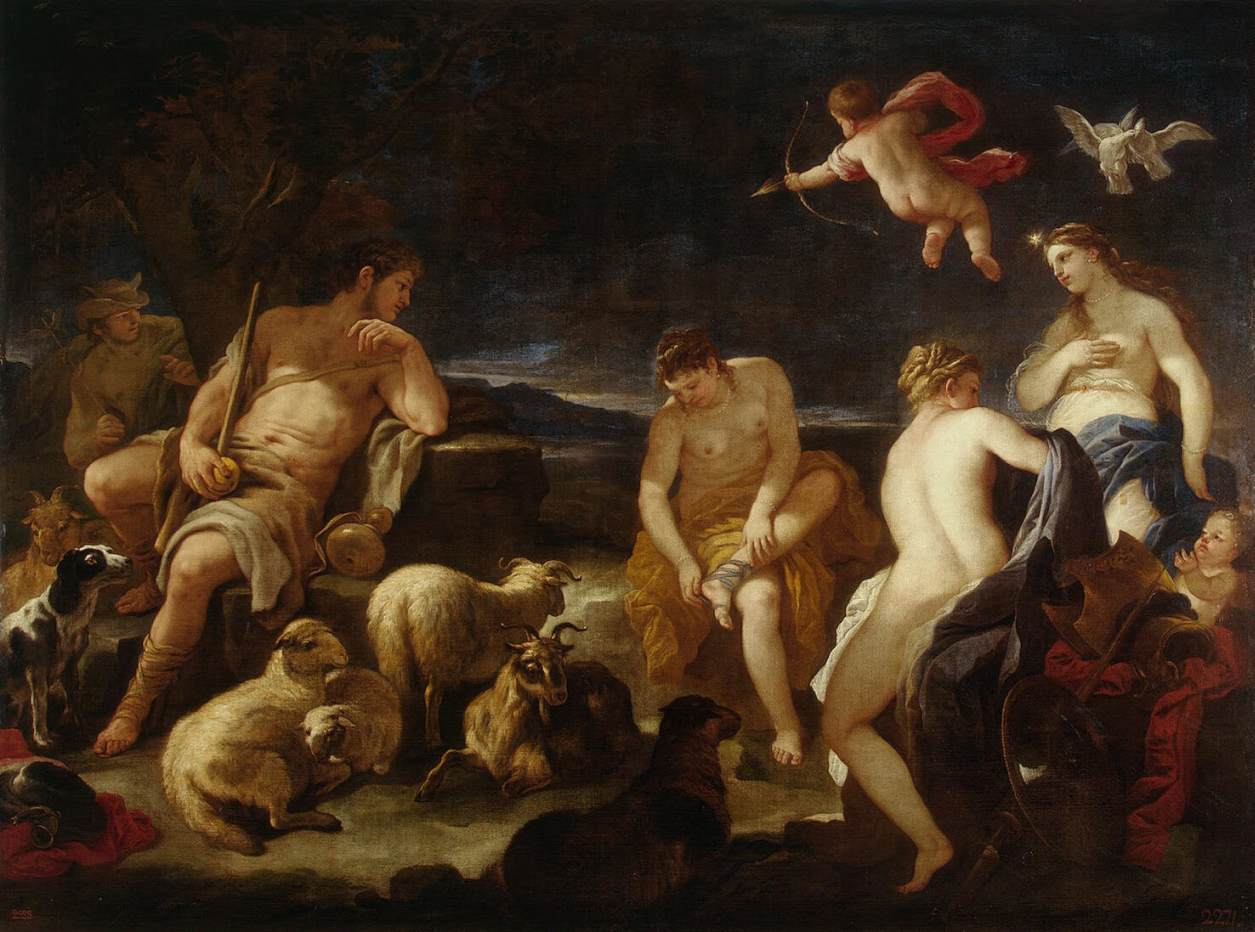
El juicio de Paris, de Luca Giordano

La teológica son estos mitos que no utilizan ninguna forma visible, sino que contemplan la esencia misma de los dioses: por ejemplo, Chronos se tragó sus hijos. Dado que la divinidad es intelectual, y todo se vuelve intelecto en sí mismo, este mito se expresa en la alegoría de la esencia de la divinidad.
Los mitos pueden ser considerados físicamente cuando expresan la actividad de los dioses al mundo.
La forma psicológica consiste a considerar (mitos como alegorías de) las actividades de la misma alma y/o los actos del pensamiento del alma.
La material consiste a considerar los objetos materiales cómo si en realidad fueran dioses, por ejemplo: denominar en la tierra, Nesga, Okeanos al océano o Tifón al calor.
El tipo mixto de mito puede ser visto en muchos casos, por ejemplo, dicen que en un banquete de los dioses, Eris, la discordia, tiró una manzana de oro proclamando que tan sólo podía tenerla la más bella y las diosas lucharon por ella, y así fueron enviadas por Zeus a Paris para ser juzgadas por él. Paris vio a Afrodita como la más bella y le dio la manzana. Aquí el banquete representa los poderes hipercósmicos de los dioses, por eso están todos juntos. La manzana de oro es el mundo, que se formó a partir de los opuestos, y es, naturalmente, "lanzada por Eris" (o la discordia). Los diferentes dioses otorgan dones diferentes sobre el mundo, y por lo tanto se llama que "luchan por la manzana". Y el alma que vive de acuerdo con el sentido -porque esto es el que París es- no ve los otros poderes del mundo, sino sólo la belleza, declara que la manzana pertenece a Afrodita.

## Relación con la idolatría
El politeísmo es visto por muchos monoteístas como una forma de idolatría. Los monoteístas afirman que todo el poder proviene de un único dios y no de otras entidades o agentes. Los politeístas generalmente tienen la concepción de que existe un ser supremo o un dios que está por encima de todas las demás deidades de su panteón, pero no la consideran una deidad única.
Dado que los monoteístas de las religiones abrahámicas creen en  un solo dios, generalmente consideran pecado aprobar el politeísmo o adorar a más deidades que no correspondan a Dios, argumentando que son actos idólatras o, incluso, demoníacos, sectarios o heréticos.
Los escribas bíblicos del Antiguo Testamento rechazaban la idolatría de Israel y consideraban a otras deidades como simples ídolos sin divinidad ni poder. Los primeros cristianos, basados en las enseñanzas de Jesús de Nazaret de que "sólo existe un Dios", rechazaban la ofrenda a otras deidades.
En la actualidad, tanto en el judaísmo, el cristianismo y sus religiones  derivadas (catolicismo, protestantismo, ortodoxismo) 
y el islamismo, consideran idolatría y pecado todo acto que consista en creer o adorar otras deidades, pues creen que Dios aborrece que adoren a otro dios fuera de él.
A pesar de rechazar el politeísmo o la veneración de otras entidades, algunas religiones monoteístas, dentro de su mitología, tienen una jerarquía de seres divinos, como los ángeles, que son los "ayudantes" de Dios, o los demonios, que son los "enemigos" de Dios. Esto no es muy diferente de la noción de un dios supremo con una jerarquía de seres divinos o ayudantes.

## Politeísmo histórico

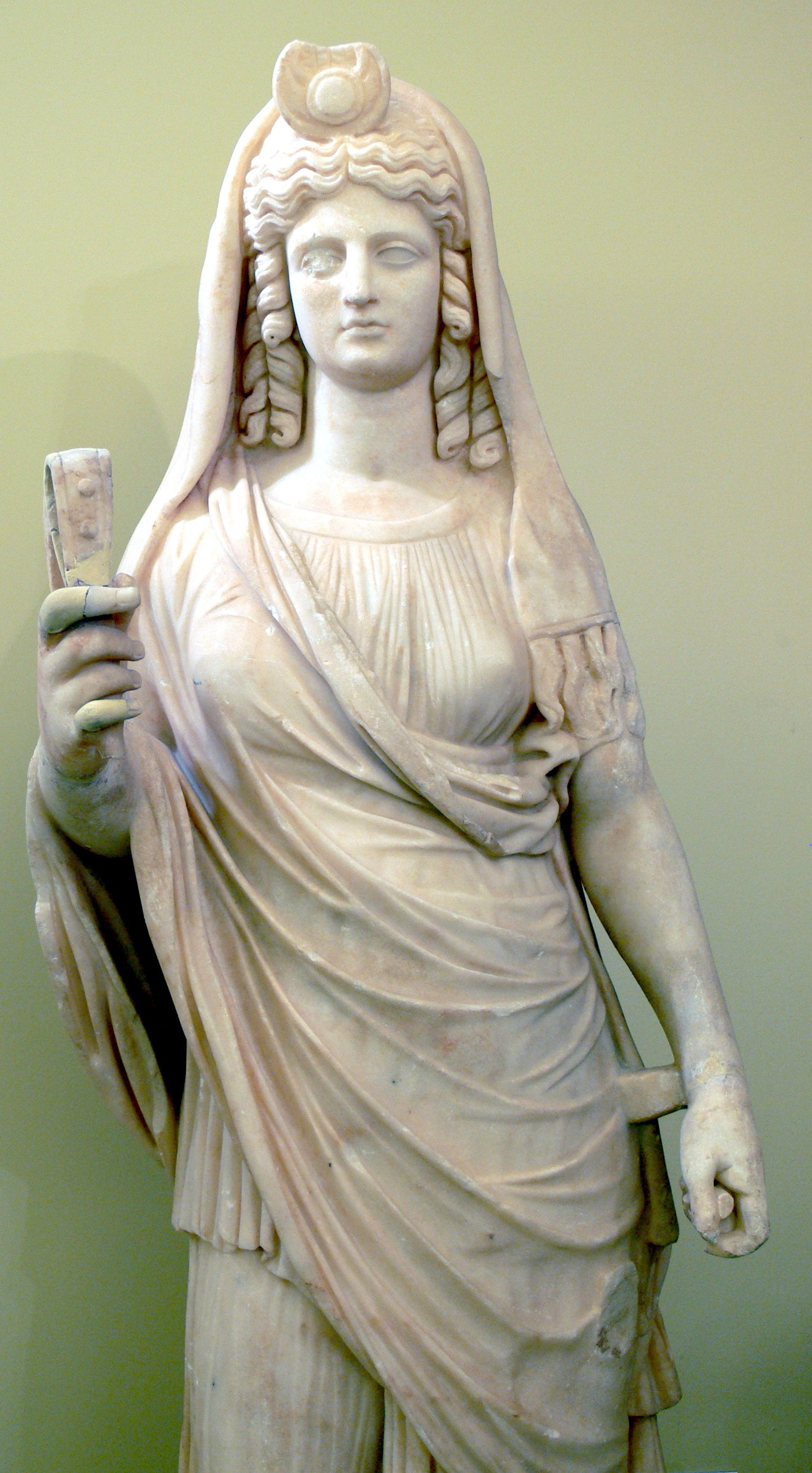
Isis-Perséfone, el sincretismo entre la religión romana y las religiones que iba absorbiendo el Imperio se hizo presente en esculturas como esta, que aglutina Isis (diosa egipcia) y Perséfone.

Algunos conocidos panteones politeístas históricos incluyen la sumeria los dioses egipcios, y el panteón clásico que incluye la antigua religión griega y la religión romana. Religiones politeístas tabla-clásicas incluyen la mitología nórdica de los Æsir y los Vanir, los Ioruba, los dioses de la mitología azteca, y muchos otros. Hoy en día, las religiones politeístas históricas son referidas peyorativamente como "mitología", aunque las historias culturales que hablan de sus dioses se tienen que distinguir de su culto o práctica religiosa. Por ejemplo, las deidades representadas en los conflictos de la mitología todavía se veneraban a veces en el mismo lado del templo del otro, el que ilustra la distinción en la mente de los devotos entre el mito y la realidad. Debido a la gran similitud y relaciones entre las antiguas religiones europeas se especula, dentro de la religión comparada, que  hubo una religión protoindoeuropea, de la cual las religiones de los diferentes pueblos indoeuropeos se derivan, y que esta religión fue una religión naturalista esencialmente numenistica. Un ejemplo de una noción religiosa de este pasado común es el concepto de Dyeus, que se documenta en varios sistemas religiosos diferentes.
Cómo se ha dicho más arriba, los panteones de muchas civilizaciones tienden a crecer con el tiempo. Deidades primero adoradas como patrones de ciudades o lugares se recogieron juntas cuando los imperios se extendieron por territorios más grandes. Las conquistas podían dar lugar a la subordinación del panteón de la cultura mayor a una más nuevo, como en el caso griego de la Titanomáquia, y posiblemente también el caso de los Æsir y Vanir a los mitos nórdicos. El intercambio cultural podía conducir al hecho que "la misma" deidad estuviera reconocida en dos lugares bajo diferentes nombres, como los griegos, etruscos y romanos, y también a la introducción de elementos de una religión "extranjera" en un culto local, como el dios de Egipto Osiris, adorado con el tiempo en la antigua Grecia.
Sistemas de creencias más antiguos sostenían que los dioses influenciaban las vidas humanas. Sin embargo, el filósofo griego Epicur sostuvo que los dioses vivían incorruptibles, seres felices que no se molestan en sí mismos con los asuntos de los mortales, pero que pueden ser percibidos por la mente, sobre todo durante el sueño. Epicur creía que los dioses eran materiales, semblantes a los humanos, y que habitan los espacios vacíos entre los mundos.
La religión helenística todavía puede considerarse cómo politeísta, pero con fuertes componentes monistas, y el monoteísmo finalmente surgirá de las tradiciones helenísticas durante la Antigüedad tardía en forma de neoplatonismo y la teología cristiana.
Del Neolítico
- Religión Serer[8]

De la Edad del Bronce a la Antigüedad clásica
- Religiones del antiguo Próximo Oriente
  - Religión del Antiguo Egipto
  - Religión semítica antigua
- Religión védica histórica
- Religión griega antigua
- Antigua religión romana
- Politeísmo celta

De la Antigüedad tardía a la Alta edad mediana
- Paganismo germánico
- Paganismo eslavo
- Paganismo báltico
- Paganismo finés

### Grecia Antigua

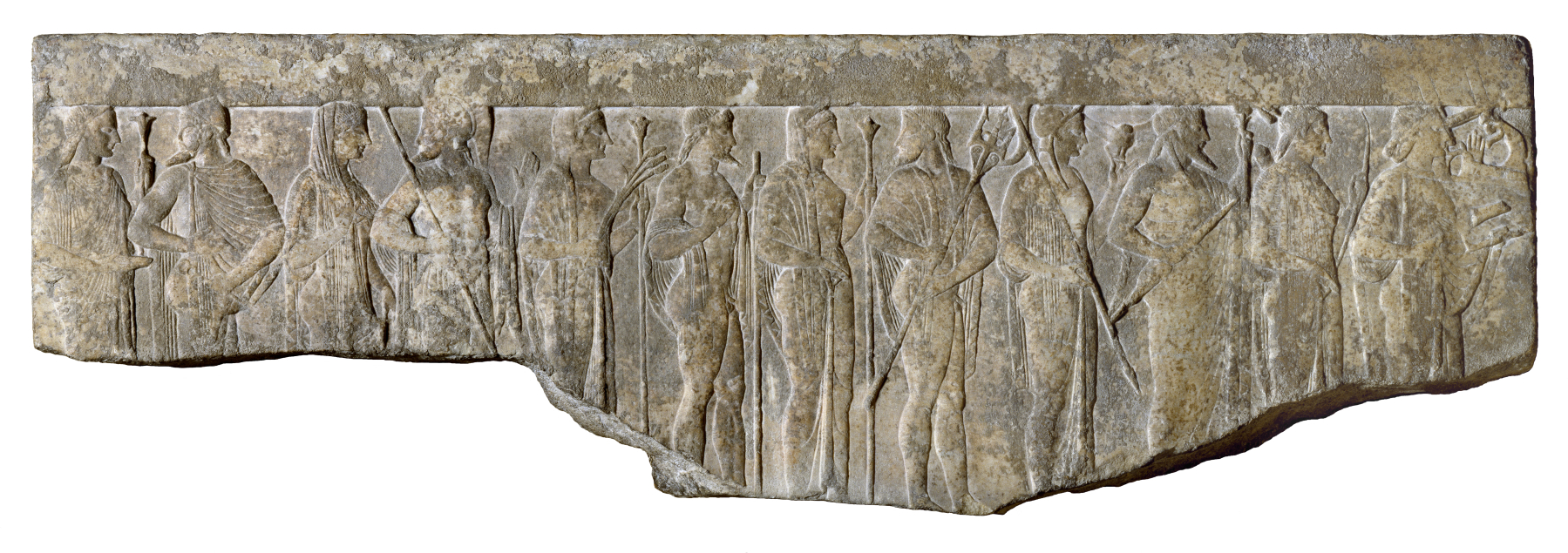
Los Doce Olímpicos

El esquema clásico a la antigua Grecia de los doce olímpicos (los Doce Canónicos del arte y la poesía) fueron: Zeus, Hera, Poseidón, Atena, Ares, Deméter, Apolo, Artemis, Hefesto, Afrodita, Hermes, y Hestia. Aunque se sugiere que Hestia renunció cuando Dioniso fue invitado al Olimpo, este es un tema de controversia. Robert Grabas, en Los mitos griegos cita dos fuentes en las cuales obviamente Hestia no cedió su lugar, aunque se sugiere que lo hizo. Hades a menudo era excluido porque habitaba en el Inframundo. Todos los dioses tenían un poder.  Hubo, pero, una gran cantidad de fluidez en cuanto a quién fue contado entre ellos en la Antigüedad. Diferentes ciudades a menudo adoraban las mismas deidades, a veces con epítetos que los distinguían y especificaban su naturaleza local.
El politeísmo helénico se extendió más allá de la Grecia continental, en las islas y costas de Ionia de Asia Menor, a Magna Grecia (Sicilia y el sur de Italia), y por las colonias griegas dispersas a la Mediterránea occidental, como Massalia (Marseille) o Ampurias (Emporion). La religión griega influyó sobre el culto y creencias de los etruscos para formar parte de la posterior religión romana.

## Religión popular
La naturaleza animista de las creencias populares es uno universal cultural antropológico. La creencia en fantasmas y espíritus viviendo a la naturaleza y la práctica del culto a los antepasados está universalmente presente en las culturas del mundo y reemerge periódicamente en las sociedades monoteístas o materialistas como "superstición", la creencia en demonios, santos tutelares, hadas o extraterrestres.
La presencia de una religión politeísta completa, con un culto ritual llevado a cabo por una casta sacerdotal , exige un mayor nivel de organización y no está presente en todas las culturas. En Eurasia, los Kalash son uno de los pocos casos de politeísmo que ha conseguido sobrevivir. Además, un gran número de tradiciones populares politeístas se subsumen al hinduismo, a pesar de que el hinduismo es doctrinalmente dominado por la teología monista o monoteísta (Bhakti, Advaita Vedanta). El ritualismo védico histórico politeísta sobrevive como una corriente de menor importancia en el hinduismo, conocido como Shrauta. Más amplia es el hinduismo popular, con rituales dedicados a varias deidades locales o regionales.

## Problemática y textos del politeísmo histórico occidental
El origen del politeísmo en Occidente (Eurasia y Oriente Medio) se encuentra en el mismo origen de la humanidad, siendo de tipo politeísta las primeros comunidades humanas de cazadores-recolectores y siguiendo con las primeras civilizaciones humanas de tipo sedentario en Sumer, con estratificaciones complejas y fuertemente relacionadas con la natura, los antepasados y las historias patrimoniales, tal como se demuestra a los diferentes hallazgos arqueológicos funerarias y tribales.
Cómo se ha dicho, desde el monoteísmo se ha intentado ver a las anteriores religiones politeístas como bárbaras o, en el caso del cristianismo durante la Edad Media y el islam, hasta la actualidad, se las relaciona con la adoración de demonios y la idolatría, siendo castigadas duramente, a menudo con torturas o la ejecución. Como demuestran los textos que nos han llegado, a menudo de segundas fuentes, se observa que las religiones anteriores a la dominación de las grandes religiones monoteístas occidentales contenían una gran complejidad espiritual, tal como se demuestra en los misterios eleusinos, en los textos de Salustio, Aristóteles, Platón, Heródoto o en la Guerra de las Galias, de Julio César, en cuanto a la religión practicada por los antiguos celtas. Pero lo que nos ha quedado son en su mayoría conjeturas de segunda mano y teorías, puesto que para intentar sacar a la luz las religiones de nuestros antepasados los especialistas se encuentran con una serie de graves problemas:
- Las primeras religiones politeístas seguían una tradición oral no-escrita. En algunos casos esto se extendió hasta la edad mediana, como en el caso de la religión practicada por los pueblos bálticos, los últimos pueblos paganos de Europa, conquistados por una cruzada a manso de los caballeros teutónicos, pero la religión de los cuales pervivió en secreto y bajo pena de muerto hasta muy entrado el XVII.
- Muchas de las fuentes que tratan las antiguas religiones politeístas son de observadores de segunda mano que hablan de ellas cuando ya habían sido desplazadas. Es el caso del Edda prosaica, de Snorri Sturluson, compilada en una Islandia ya cristianizada. Así los textos que nos han llegado contienen fuertes elementos sincréticos e influidos por la religión monoteísta dominante.
- En algunos casos las religiones monoteístas que desplazaron a las anteriores religiones politeístas procuraron la desaparición sistemática de sus sacerdotes, textos (si   había) y fieles, siguiendo prácticas de conversiones forzosas o la persecución violenta. Así, por ejemplo, el genocidio cultural que procuró el primer rey cristiano de Noruega, Olaf Tryggvason, denominado Olaf Y, que ligaba los Seiðr -practicantes de la antigua religión nórdica- en los skerry -pequeñas rocas frente a la costa noruega- durante la subida de la marea porque se ahogaran lentamente.

Debido a esto se ha conservado muy poco de sus textos originales. Algunos de los textos más importantes de las religiones politeístas occidentales que han llegado de primera mano hasta nuestros días son:
- Las láminas áureas y los Papiros de Derveni, textos fundamentales del orfismo, corriendo religioso y escuela mistérica de la religión griega.
- Los Textos de las Pirámides y lo Libro de los Muertos de la religión egipcia.

## Religiones del mundo contemporáneo

### Budismo y sintoísmo
En el Budismo, hay seres superiores comúnmente llamados (o designados) como dioses, los Deva, pero el budismo, en su núcleo (al original Canon Pali), no enseña el concepto de rogar y adorar los Devas o a cualquier dios.
Sin embargo, en el budismo, el líder principal "Buda", que fue pionero en el camino hacia la iluminación no es adorado en la meditación, sino que simplemente se refleja sobre el meditando. Estatuas o imágenes de Buda (Buddharupas) son veneradas a delante para reflexionar y contemplar las calidades que la posición particular de este rupa representa. En el budismo no hay un creador y Buda rechazó la idea que una, deidad permanente, fija, personal y omnisciente pudiera existir, uniéndolo en el concepto básico de la impermanéncia (anicca).
Los Devas, en general, son seres que han tenido más karma positivo en sus vidas pasadas que los humanos. Su esperanza de vida, pero, con el tiempo acaba. Cuando sus vidas acaban, renacen como devas o como otros seres superiores. Cuando se acumula karma negativo, renacen como humanos o cualquiera de los otros seres inferiores. Los seres humanos y otros seres también pueden renacer como un deva en su siguiente renacimiento, si se acumula suficiente karma positivo.
El budismo floreció en diferentes países, y algunos de estos países tenían religiones populares politeístas. El budismo sincretiza fácilmente con otras religiones. Por lo tanto, se ha mezclado con las religiones populares y surgió en las variantes politeístas, así como las variantes no teístas. Por ejemplo, al Japón, el budismo, mezclado con el sintoísmo, que rinde culto a deidades llamadas kami, creó una tradición que reza a los dioses del sintoísmo como una forma de Buda. Por lo tanto, puede haber elementos de la adoración de los dioses en algunas formas de budismo más tardío.
Los conceptos de Adi-Buddha y Dharmakaya son los más cercanos al monoteísmo de cualquier otra forma de budismo. Todos los sabios y Bodhisattvas famosos son considerados como un reflejo de esta. Adi-Buda no se llama que es el creador, pero si el origen de todas las cosas, siendo una deidad en un sentido emanacionista.

### Cristianismo

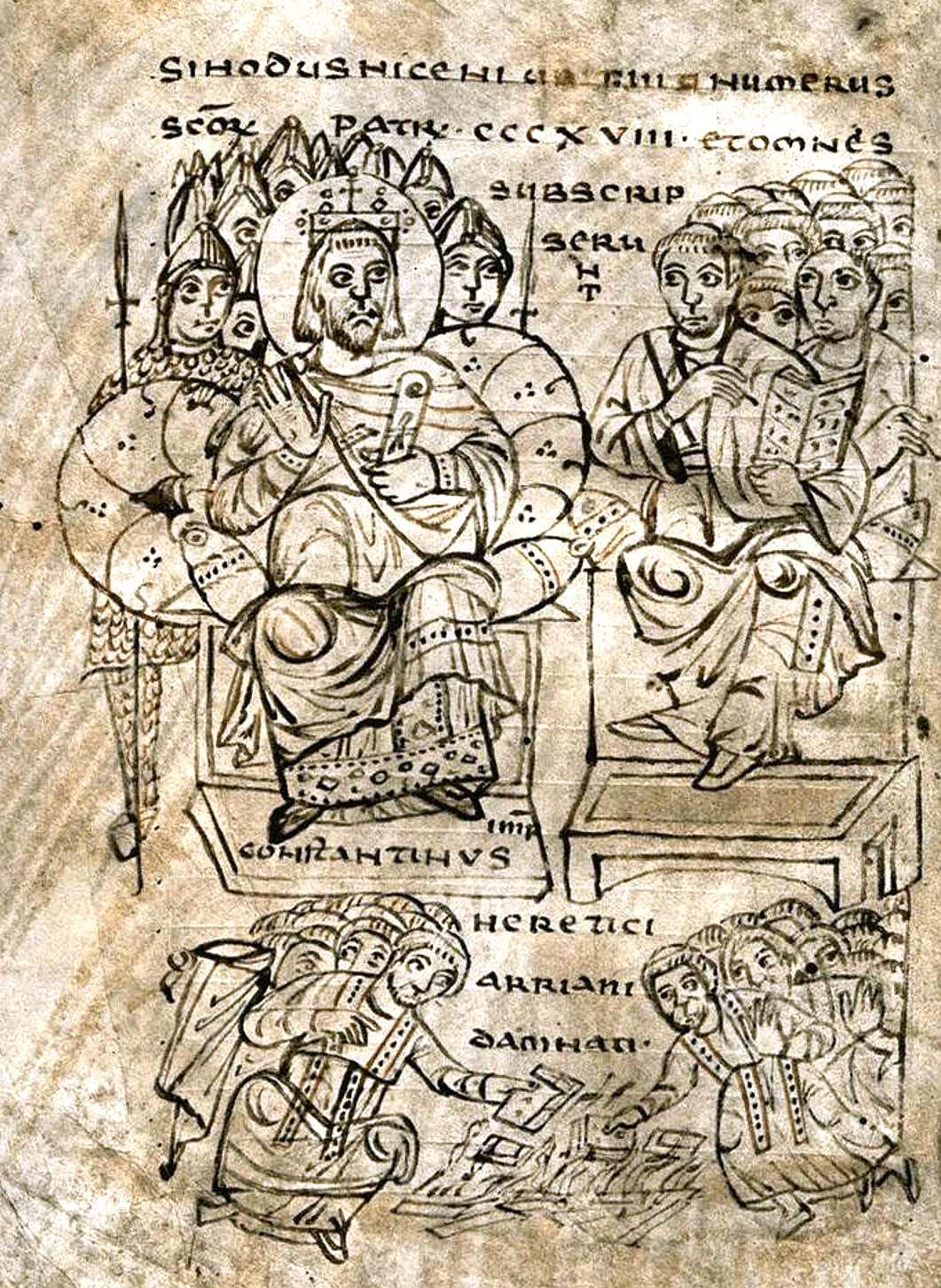
El Emperador Constantino y el Concilio de Nicea. En la parte baja se puede ver como queman los libros arrianos.

Históricamente la mayoría de las iglesias cristianas han enseñado que la naturaleza de Dios es un misterio, en el sentido original, técnico, es cosa que tiene que ser revelada por la revelación especial en vez de deducir -la a través de una revelación general. Entre los primeros cristianos  hubo un considerable debate sobre la naturaleza de Dios, con algunas facciones que abogan por la deidad de Jesús y otras que piden una concepción de Dios arriana.
Estos temas de la cristología van ser unos de los principales temas de controversia en el Primer Concilio de Nicea, celebrado en Nicea (en la actual Turquía), convocada por el emperador romano Constantino I el Grande en 325, fue la primera (o segunda, si se cuenta la Sede Apostólica Concilio de Jerusalén) ecuménica, concilio de obispos del Imperio Romano, y resultó en la primera doctrina cristiana uniforme, llamada Credo de Nicea. Con la creación del Credo, se estableció un precedente para los posteriores 'concilios de obispos generales (ecuménico)', (sínodos) para crear declaraciones de creencias y cánones de la doctrina ortodoxa - la intención es definir la unidad de las creencias de la Iglesia de Estado del Imperio Romano y erradicar la herejía.
El objetivo del Concilio es resolver los desacuerdos a la Iglesia de Alejandría sobre la naturaleza de Jesús en relación con el Padre, en particular, si Jesús era de la misma sustancia que Dios Padre o simplemente de una sustancia similar. Alexandre y Atanasi de Alejandría tomaron la primera posición, el popular presbítero Arri, del cual viene el término arrianismo, toma la segunda. El Concilio decidió en contra de los arrianos aplastantemente (de los aproximadamente 250-318 asistentes, todos menos 2 votan contra Arri).
Las tradiciones cristianas ortodoxas (ortodoxos, católicos, protestantes y evangélicos) siguen esta decisión, que fue codificada en 381 y consiguió su pleno desarrollo a través de la tarea de los padres capadocios. Consideran que Dios es una triple entidad, llamada Trinidad, que comprende las tres "personas" Dios Padre, Dios Hijo y Dios Espíritu Santo, el tres se describen como "de la misma sustancia" (ὁμοούσιος). La verdadera naturaleza de un Dios infinito, pero, se afirma que va más allá de la definición, y "la palabra" persona "no es más que una expresión imperfecta de la idea, y no es bíblico. En el lenguaje común se refiere a un individuo racional y moral independiente, poseedor de la conciencia de si mismo, y consciente de su identidad en medio de todos los cambios. La experiencia enseña que, cuando se es una persona, también se tiene una esencia individual diferente. Cada persona es un individuo diferente y separado, en el cual se individualiza la naturaleza humana. Pero en Dios no hay tres individuos, junto a, e independientes de, sólo caracteres personales diferentes dentro de la esencia divina, que no es sólo genéricamente, sino también numéricamente, una."
Algunos críticos, especialmente entre los judíos y los musulmanes, sostienen que debido a la adopción de un concepto Trinitario de la deidad, el cristianismo es en realidad una forma de triteismo o politeísmo, por ejemplo, ver shituf. Este concepto se remonta a las enseñanzas de la Iglesia de Alejandría, que afirmaba que Jesús, después de haber aparecido más tarde en la Biblia que su "padre", tenía que ser un Dios secundario menor, y por lo tanto "diferente". Esta controversia trajo a la convención del Concilio de Nicea en 325 mié. Mayoritariamente los cristianos afirman que el monoteísmo es fundamental para la fe cristiana, como al Credo de Nicea (y otros), que da la definición cristiana ortodoxa de la Trinidad, empieza así: "Creo en un sol Dios".
Algunos cristianos rechazan incorporar la teología trinitária, como los testigos de Jehová, los mormones, los unitarios, los cristadelfos, el Iglesia de la Conferencia General de Dios, el socinismo, y algunos elementos del anabaptismo no enseñan en absoluto la doctrina de la Trinidad. Además el pentecostalismo unicitario rechaza la formulación del credo de la Trinidad, que hay tres personas diferentes y eternas en un solo ser, en lugar de esto creen que hay un sol Dios, un espíritu singular que se manifiesta en muchas formas diferentes, incluyendo el Padre y el Hijo y el Espíritu Santo.
El Deísmo es una filosofía de la religión, que surgió de la tradición cristiana durante la Edad Moderna. Se postula que hay un Dios que, sin embargo, no interviene en los asuntos humanos. Alvin J. Schmidt sostiene que desde la década de 1700, las expresiones de Religión Civil en los Estados Unidos han pasado del deísmo a una postura politeísta.
El Unitarismo es una doctrina cristológica en contraste con el cristianismo trinitario, postulando que Jesús era completamente humano, un Mesías.

### Hinduismo

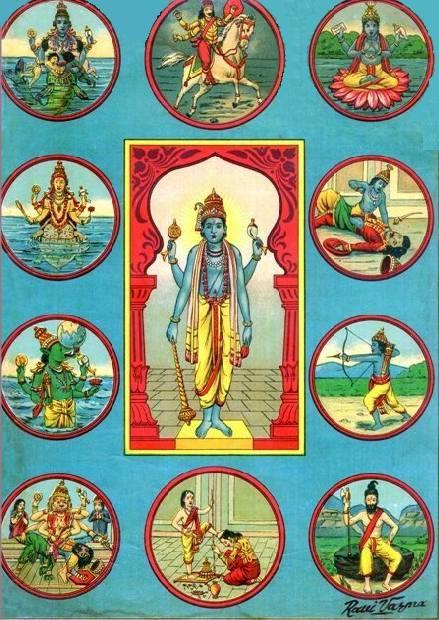
Avatares del dios hindú Vishnu

El hinduismo está lejos de ser una la religión monolítica: muchas y variadas tradiciones y prácticas religiosas se agrupan bajo su término paraguas y algunos eruditos modernos han cuestionado la legitimidad de esta unificación artificial y sugieren que se tiene que hablar de "hinduismos" en plural. El hinduismo teísta alcanza tanto las tendencias y las variaciones monoteístas y politeístas o mezclas de ambas estructuras. La página web Hinduism Facts afirma que hay un Ser Supremo (Braman) y una serie de deidades. Estas deidades se los conoce como "semidéus" y erróneamente como "dioses".
Los hindúes veneran a Dios en la forma de Murti, un icono. La Puja (adoración) de Murti es como una manera de comunicarse con el informe, la divinidad abstracta (Braman en el hinduismo), que crea, sostiene y disuelve la creación.
Algunos filósofos hindúes y teólogos sostienen una estructura metafísica trascendente con una sola esencia divina. Esta esencia divina se refiere generalmente como Braman o Atman, pero la comprensión de la naturaleza de esta esencia divina absoluta es la línea que define muchas tradiciones filosóficas hindúes cómo el Vedanta.
Entre los hindúes laicos, algunos cruzan en diferentes deidades que emanan de Brahman, mientras que otras practican el politeísmo y el henoteismo más tradicional, centrando su adoración en una o más deidades personales, mientras que hacen una concesión a la existencia de las otras.
Académicamente hablando, las antiguas escrituras vèdiques, sobre las cuales se deriva el hinduismo, describen cuatro líneas autorizados de enseñanza disciplinaria que tienen su origen a través de miles de años. (Padma Purana). Cuatro de ellas proponen que la Verdad Absoluta es totalmente personal, como en la teología judeocristiana. Porque Dios Original Primigenio es personal, a la vez trascendente e inmanente a toda la creación. Puede ser, y a menudo es abordado a través de la adoración de Murti, denominado "Archa-Vigraha", que se describen en los Vedas como retratos de sus diversas formas y dinámicas espirituales. Esta es la teología Vaisnava.
La quinta línea discipular de la espiritualidad vèdica, fundada por Shankaracharya, promueve el concepto que el Absoluto es Braman, sin diferenciaciones claras, sin voluntad, sin pensamiento, sin inteligencia.
A la denominación Smarta del hinduismo, la filosofía de la Advaita expuesta por Adi Shankara permite la veneración de numerosas deidades entendiendo que todas ellas no son más que manifestaciones de una fuerza divina impersonal, Braman. Por lo tanto, de acuerdo con varias escuelas de Vedanta como la de Shankara, que es lo más influyente e importando dentro de la tradición de la teología hindú, hay un gran número de dioses en el hinduismo, por ejemplo, Vishnu, Chiva, Ganesha, Hanuman, Lakshmi y Kali, pero son esencialmente diferentes formas del mismo "ser". Sin embargo, muchos filósofos Vedanta también argumentan que todas las personas están unidas por el mismo poder impersonal y divino en la forma de la Atman.
Otros muchos hindúes, pero, vieron el politeísmo como mucho mejor que el monoteísmo. Ramo Swarup, por ejemplo, apunta los Vedas cómo específicamente politeístas, y afirma que, "sólo una forma de politeísmo puede hacer justicia a esta variedad y riqueza por sí sola." Sita Ram Goel, otro historiador hindú del siglo XX, escribió:

"Tuve la ocasión de leer el manuscrito de un libro que [Ram Swarup] había acabado de escribir el 1973. Era un estudio profundo de la religión monoteísta, el dogma central del Islam y el cristianismo, así como una poderosa presentación del que los monoteístas denuncian como politeísmo hindú. Nunca había leído nada igual. Era una revelación para mí el hecho que lo monoteísmo no era un concepto religioso, sino una idea imperialista. Tengo que confesar que yo mismo me había inclinado hacia el monoteísmo hasta este momento. Y nunca había pensado que una multiplicidad de dioses era la expresión natural y espontánea de una conciencia evolucionada."

Sin embargo, esta noción de politeísmo, siempre se entiende en el sentido de polimorfismo - un Dios de muchas formas y nombres. El Rig Veda, la principal escritura hindú, lo aclara de la siguiente manera:

Se lo dicen Indra, Mitra, Varuna, Agni, y él es el celestial Garutman de nobles alas. El que es uno, los sabios se le dan muchos títulos denominándolo Agni, Yama, Matarisvan. Libro I, Himno 164, versículo 46 Rigveda

### Religión Serer
En África, el politeísmo de la religión Serer se remonta tan lejos como al neolítico (posiblemente antes) cuando los antiguos antepasados de los Serer representaban su Pangool al Tassili Ajjer La deidad creadora suprema en la religión Serer es Roog. Sin embargo, hay muchas deidades y Pangool (singular: Fangool, los intercessores con lo divino.) en la religión Serer, cada uno tiene su propio propósito y sirve como agente de Roog en la Tierra Entre los oradores Cangin, un subgrupo de los Serer, Roog se conoce como Koox.

## Neopaganismo

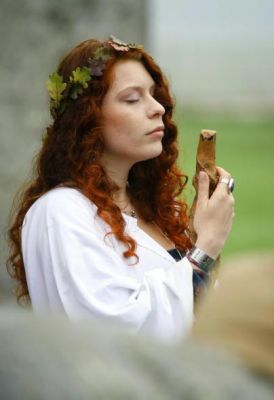
Druida en la actualidad (neodruidismo, un tipo de reconstruccionismo politeísta).

El politeísmo duro tiene la creencia que los dioses son diferentes entre sí, seres divinos separados, reales y no arquetipos psicológicos o personificaciones de fuerzas naturales. Así, rechazan la idea que "todos los dioses son un dios." y no consideran necesariamente que los dioses de todas las culturas sean igualmente reales, una posición teológica conocida formalmente como politeísmo integrador o omniteismo.
Esto contrasta con el politeísmo suave, que sostiene que los dioses son aspectos de un solo dios, arquetipos psicológicos o personificaciones de las fuerzas naturales.
El politeísmo suave es frecuente en la Nueva Era y  del neopaganismo sincrético, como interpretaciones de deidades como arquetipos de la psique humana. El ocultista Dion Fortune fue una de las principales popularizadores del politeísmo suave. En su novela, The Sea Priestess escribió, "Todos los dioses son un sol Dios, y todas las diosas son una diosa, y hay un iniciador." Esta frase es muy popular entre algunos neopaganos (en particular los Wiccanos) y de forma incorrecta a menudo se cree que es sólo una obra de ficción moderna. Sin embargo, Fortune, de hecho, citó una fuente antigua, la novela El asno de oro de Lucio Apuleyo. El politeísmo suave de Fortune que va entre el monoteísmo y el politeísmo ha sido descrito cómo "panteísmo" (griego: πάν pan 'todo' i θεός theos 'dios'). No obstante el "panteísmo" tiene una larga historia de uso para referirse a una divinidad inmanente que todo lo alcanza.

### Wicca
Wicca es una fe duoteista creada por Gerald Gardner, en el seno de la cual se permite el politeísmo. Los wiccans adoran específicamente el Señor y Señora de las Islas (sus nombres son sagrados bajo juramento) Es una religión mistérica ortopráctica que requiere la iniciación al sacerdocio para considerarse a sí mismo wiccano. El Wicca destaca la dualidad y el ciclo de la naturaleza.

### Reconstruccionismo
Los reconstruccionistas son neopaganos que aplican disciplinas académicas como por ejemplo historia, etimología, arqueología, lingüística y otras a una religión tradicional que ha sido destruida, por ejemplo el paganismo nórdico, el neo-helenismo, el paganismo celta y otros. Después de investigar su trayectoria un reconstruccionista aplica las costumbres, la moral y la cosmovisión de aquella a los tiempos modernos. A pesar de que muchos se describen a sí mismos como politeístas "duros", otros afirman que esto no es sólo la teología politeísta históricamente exacta.

## Politeísmo occidental actual
Dentro de la cultura occidental es también posible encontrar desde finales del siglo XX formas actuales de politeísmo. El neopaganismo en sus diferentes variantes, como la wicca, el ásatrú, el neodruidismo, la stregheria, etc. reivindica el antiguo culto pagano y busca revivir el politeísmo occidental precristiano.
En las Islas Canarias (España), los aborígenes canarios profesaban una mitología politeísta (véase Religión aborigen canaria).